# Keiko (月星座占星術家・実業家)
Keiko（けいこ、本名：有泉恵子、1963年 - ）は、日本の月星座占星術家・実業家。山形県出身。
著書累計発行部数180万部以上（2023年12月時点）。
「月星座を活かして理想の人生をクリエイトしよう」をモットーに、月を使った開運法「Lunalogy」および新月・満月を使った願望達成法「Power Wish」創始者。
波動とクオリティにこだわったオリジナルアイテムをK's Selectionでプロデュースするほか、ヨーロッパ系ハイブランドの総代理店を務めるなど実業家としての顔も持つ。

## 来歴
6歳の時、ある出来事をきっかけに宇宙とのコンタクトが始まる。過去世や輪廻転生、自分の魂はどこから来たか、今世、地球に生まれた理由、波動、ソウルメイト、占星術、宇宙の理を宇宙から教わる。
慶應義塾大学法学部卒業後、アムステルダムへ。28歳のときに帰国し株式会社電通に入社。秘書として13年間勤め、退社。
2010年に『「運命のパートナー」を引き寄せる22のルール（大和出版）』を出版。同時にアメーバブログで「Keiko的、占星術な日々。」をスタート。ブログのフォロワー数は12万人を超える（2023年時点）。独自のロジカルな星を読む開運法が人気を博し、近藤麻理恵やアンミカはじめ、政財界・芸能界にもファンが多い。これ以降 『自分の「引き寄せ力」を知りたいあなたへ（マガジンハウス）』『新月・満月のパワーウィッシュ Keiko的宇宙にエコヒイキされる願いの書き方（講談社）』など、著書は30冊以上。 パワーウィッシュに関する書籍は海外6か国語に翻訳される。
2012年ファンの声に応え、月の波動に守られるオリジナルアイテムをプロデュースし、「K's Selection」で展開。
2019年、新月と満月に願いを叶える効果的な文章の書き方を天空図付で解説するKeiko's Power Wish Academyをスタート。山形在住。
2020年には、月のエネルギーを生活の中に取り入れる「ムーンウェルネス」という新メソッドを発信する。
2023年11月フジテレビ系バラエティ「トークィーンズ」にアンミカと親交の深い占星術師として出演。メンバーの2024年を占う。
2025年風の時代のライフスタイルとして「ムーンウェルネス」を広く啓蒙するサイト「moon wellness」をオープン。

## 著書
- 『運命のパートナーを引き寄せる22のルール』（2010年 大和出版）
- 『あなたも、２９日で「運命の人」と出会える！』（2011年 大和出版）
- 『人生まるごとリベンジ! 7曜日メソッド』（2012年 廣済堂出版）
- 『恋もお金もわしづかみ! 「強運体質」になる7daysマジック』（2012年 大和出版）
- 『願う前に、願いがかなう本』（2013年 大和出版）
- 『お金、愛、最高の人生 リッチな人だけが知っている宇宙法則』（2014年 大和出版）
- 『宇宙を味方につけて、ちゃっかりシアワセ Keiko的 「開運センス」の磨き方』（2014年 大和出版）
- 『Keiko的、本物の愛を手に入れるバイブル 「出会うべき人」に、まだ出会えていないあなたへ 』（2015年 大和出版）
- 『宇宙の恵みを愛に変える Keiko的 Magenta Love Oracle』（2016年 河出書房新社）
- 『Keiko的Lunalogy 自分の「引き寄せ力」を知りたいあなたへ』（2016年 マガジンハウス）
- 『自分の「引き寄せ力」を育てたいあなたへ Keiko的Lunalogy 月星座ダイアリー2017』（2016年 マガジンハウス）
- 『新月まかせで自然に開運♪　Keiko的 チャンスの扉の開き方』（2016年 PHP研究所）
- 『「運のつまり」を取れば、幸運はあたりまえにやってくる! Keiko的 月の浄化術』（2016年 大和出版）
- 『お金の「引き寄せ力」を知りたいあなたへ Keiko的Lunalogy』（2017年 マガジンハウス）
- 『新月・満月のパワーウィッシュ Keiko的宇宙にエコヒイキされる願いの書き方』（2017年 講談社）
- 『パワーウィッシュノート2018』（2017年 講談社）
- 『月星座ダイアリー2018 自分の引き寄せ力を育てたいあなたへ Keiko的Lunalogy』（2017年 マガジンハウス）
- 『anan SPECIAL Keiko的Lunalogy 眠れる運を呼び覚ます! 月星座パワーブック』（2017年 マガジンハウス）
- 『宇宙のサインを読み解く POWER WISH ANCHORING CARDS』（2018年 講談社）
- 『パワーウィッシュノート2019』（2018年 講談社）
- 『月星座ダイアリー2019 自分の引き寄せ力を育てたいあなたへ Keiko的Lunalogy』（2018年 マガジンハウス）
- 『anan SPECIAL Keiko的Lunalogy 革命レベルの強運を呼ぶ! 月星座パワーブック』（2018年 マガジンハウス）
- 『宇宙のパワーで潜在意識を塗り替える Keiko的 引き寄せスクラッチ ジュピターイヤー・バージョン』（2018年 扶桑社）
- 『引くほどに運とチャンスの連鎖を生み出す POWER WISH ACTIVATING CARDS』（2019年 講談社）
- 『「足りない運」は旅でとる! Keiko的 新月旅・満月旅』（2019年 ジェイティビィパブリッシング）
- 『パワーハウスのつくり方 Keiko的、月星座ライフのすすめ』（2019年 扶桑社）
- 『パワーウィッシュノート2020』（2019年 講談社）
- 『月星座ダイアリー2020 自分の引き寄せ力を育てたいあなたへ Keiko的Lunalogy』（2019年 マガジンハウス）
- 『anan SPECIAL Keiko的Lunalogy 2020年、勝負年を制する! 月星座パワーブック』（2019年 マガジンハウス）
- 『パワーウィッシュノート スペシャルエディション』（2020年 講談社）
  - 『Power Wish: Réalisez vos souhaits grâce aux pouvoirs de la Lune』(フランス語版)
  - 『Il metodo Power Wish』（イタリア語版）
  - 『Die POWER WISH Methode: Grenzenlose Wunscherfüllung mit der Kraft des Mondes』（ドイツ語版）
  - 『El poder de desear las cosas』（スペイン語版）
  - 『The Power Wish: Japanese moon astrology and the secrets to finding success, happiness and favour of the universe』（2020年 英語版 Penguin Life）
  - 『The Power Wish: Japan's Leading Astrologer Reveals the Moon's Secrets for Finding Success, Happiness, and the Favor of the Universe』（2021年 英語版 Penguin Life）
- 『月星座ダイアリー2021 自分の引き寄せ力を育てたいあなたへ Keiko的Lunalogy』（2020年 マガジンハウス）
- 『anan SPECIAL チャンスと強運をもたらす月星座パワーブック2021』（2020年 マガジンハウス）
- 『パワーウィッシュノート 2021』（2021年 講談社）
- 『月星座ダイアリー2022 自分の引き寄せ力を育てたいあなたへ Keiko的Lunalogy』（2021年 マガジンハウス）
- 『愛と金脈を引き寄せる 月星座占い2022 牡羊座』（2021年 マガジンハウス）
- 『愛と金脈を引き寄せる 月星座占い2022 牡牛座』（2021年 マガジンハウス）
- 『愛と金脈を引き寄せる 月星座占い2022 双子座』（2021年 マガジンハウス）
- 『愛と金脈を引き寄せる 月星座占い2022 蟹座』（2021年 マガジンハウス）
- 『愛と金脈を引き寄せる 月星座占い2022 獅子座』（2021年 マガジンハウス）
- 『愛と金脈を引き寄せる 月星座占い2022 乙女座』（2021年 マガジンハウス）
- 『愛と金脈を引き寄せる 月星座占い2022 天秤座』（2021年 マガジンハウス）
- 『愛と金脈を引き寄せる 月星座占い2022 蠍座』（2021年 マガジンハウス）
- 『愛と金脈を引き寄せる 月星座占い2022 射手座』（2021年 マガジンハウス）
- 『愛と金脈を引き寄せる 月星座占い2022 山羊座』（2021年 マガジンハウス）
- 『愛と金脈を引き寄せる 月星座占い2022 水瓶座』（2021年 マガジンハウス）
- 『愛と金脈を引き寄せる 月星座占い2022 魚座』（2021年 マガジンハウス）
- 『パワーウィッシュノート 2022』（2022年 講談社）
- 『Keikoの月星座が導く お子さま月占い』（2022年 講談社）
- 『月星座ダイアリー2023 自分の引き寄せ力を育てたいあなたへ Keiko的Lunalogy』（2022年 マガジンハウス）
- 『anan SPECIAL 月星座パワーブック 毎日が多幸感に満たされる最強メソッド2023』（2022年 マガジンハウス）
- 『POWER WISH Note2023』（2023年 講談社）
- 『POWER WISH Note2023 特製版 マゼンタパワーBOX』（2023年 講談社）
- 『月星座ダイアリー2024』（2023年 マガジンハウス）
- 『anan SPECIAL 月星座パワーブック 2024』（2023年 マガジンハウス）
- 『運を育てる住まいをつくる　月星座パワーハウス・メソッド 』（2023年 扶桑社）
- 『POWER WISH Note2024』（2024年 講談社）
- 『愛とお金そして宇宙〜もっと豊かに生きたいあなたに贈る２２２のメッセージ～』（2024年 扶桑社）
- 『月星座ダイアリー2025』（2024年 マガジンハウス）
- 『anan SPECIAL 月星座パワーブック 2025』（2024年 マガジンハウス）
- 『POWER WISH Note2025』（2025年 講談社）

## 連載
- Keikoの 月（ツキ）を味方に - mi-mollet
- Keikoが教えるムーンウェルネス 新月＆満月を狙う開運おでかけスポット - るるぶ＆more.
- 【占い】月星座でよみとく、Keikoの新月満月占い - Harper's BAZAAR
- ポッドキャスト Keiko的 ムーンウェルネスな日々